# Laeviphitus desbruyeresi
Laeviphitus desbruyeresi is een slakkensoort uit de familie van de Elachisinidae. De wetenschappelijke naam van de soort is voor het eerst geldig gepubliceerd in 2001 door Warén & Bouchet.